# Stephen Tobolowsky
Stephen Harold Tobolowsky (Dallas, Texas; 30 de mayo de 1951) es un actor estadounidense de cine, televisión y teatro.
Se tituló en la Universidad Metodista del Sur y obtuvo un máster en actuación por la Universidad de Illinois. Tras acabar sus estudios se trasladó a Los Ángeles, donde comenzó a trabajar tanto en televisión como en cine en los años 1980. Su esposa es la actriz Ann Hearn.

## Filmografía

### Cine
- Keep My Grave Open (1976), como Robert.
- Nobody's Fool (1986), como Kirk.
- Spaceballs (1987), como el capitán de los guardias.
- Mississippi Burning (1988), como Clayton Townley.
- Great Balls of Fire! (1989), como Jud Phillips.
- In Country (1989), como Pete.
- Bird on a Wire (1990), como Joe Weyburn.
- Funny About Love (1990), como Hugo.
- Welcome Home, Roxy Carmichael (1990), como Bill Klepler.
- The Grifters (1990), como Jeweler.
- Thelma & Louise (1991), como Max.
- Wedlock (1991), como Warden Holliday.
- Basic Instinct (1992), como el doctor Lamott
- Single White Female (1992), como Mitch Myerson.
- Sneakers (1992), como Werner Brandes.
- Memorias de un hombre invisible (1992), como Agente de la CIA
- Josh and S. A. M. (1993), como Thom Whitney.
- The Pickle (1993), como Mike Krakower.
- Romeo Is Bleeding (1993), como el fiscal del distrito (sin acreditar).
- Groundhog Day (1993), como Ned Ryerson.
- Trevor (1994), como el padre Jon.
- Radioland Murders (1994), como Max Applewhite.
- Dr. Jekyll and Ms. Hyde (1995), como Oliver Mintz.
- The Glimmer Man (1996), como Cristopher Maynard.
- Mr. Magoo (1997), como Chuck Stupak.
- Black Dog (1998), como el agente McClaren.
- The Insider (1999), como Eric Kluster.
- Bossa Nova (1999), como Trevor.
- Memento (2000), como Sammy Jankis.
- The Prime Gig (2000) como Mick.
- Freddy Got Fingered (2001), como el tío Neil.
- The Country Bears (2002), como el padre de Beary.
- Freaky Friday (2003), como el Sr. Bates
- Garfield (2004), como Happy Chapman.
- Robots (2005, voz)
- Stephen Tobolowsky's Birthday Party (2005), como él mismo.
- Pope Dreams (2006), como Carl
- Blind Dating (2006), como el Dr. Perkins
- National Lampoon's Totally Baked: A Potumentary (2006), como Jesco Rollins.
- Wild Hogs (2007), como Charley.
- Loveless in Los Angeles (2007), como Jon Gillece.
- Beethoven's Big Break (2008), como Sal.
- First Howl (2009), como Christopher Cox.
- The Time Traveler's Wife (2009), como el Dr. David Kendrick
- Buried (2010), como Alan Davenport.
- Peep World (2010)
- Hard Breakers (2010)
- You May Not Kiss the Bride (2010)
- Clara's Carma (2010), como el Dr. Simmons
- Death Keeps Coming (2010).
- The Last Ride (2011), como Ray.
- Dr. Seuss' The Lorax (2012), como Tío Ubb (voz).
- Las aventuras de Peabody y Sherman (2014), como el director Purdy (voz).
- Atlas Shrugged Part III: Who Is John Galt? (2014), como el Dr. Hugh Akston.
- Hollywood Adventures (2015), como Wronald Wright.
- Mamaboy (2016), como el reverendo Weld.
- The Confirmation (2016), como el padre Lyons.
- Fractura (2019), como el doctor Berthram.
- Freakier Friday (2025), cómo el Sr. Bates

### Televisión
- Seinfeld (1 episodio, 1991), como el curandero Tor
- Manhattan, AZ (6 episodios, 2000), como el Dr. Bob
- Curb Your Enthusiasm, como Len Dunkel.
- Roswell (1 episodio, 2001), como Julius Walters.
- Law & Order: Criminal Intent (1 episodio, 2002), como Jim Halliwell.
- The West Wing (1 episodio, 2004), como el Dr. Max Milkman
- Will & Grace (1 episodio, 2004), como Ned.
- CSI: Miami (5 episodios, 2003 - 2005), como Don Haffman.
- Entre fantasmas (1 episodio, 2006), como el Dr. Edward
- Desperate Housewives (1 episodio, 2006), como Bud Penrod.
- Deadwood (9 episodios, 2005 - 2006), como Hugo Jarry.
- John from Cincinnati (3 episodios, 2007), como Mark Lewinsky.
- CSI: Crime Scene Investigation (1 episodio, 2008), como Spencer Freiberg.
- Héroes (11 episodios, 2007 - 2008), como Bob Bishop.
- Las aventuras de Christine (2 episodios, 2009), como el director del colegio.
- Glee (8 episodios, 2009-2011), como Sandy Ryerson.
- Sarah Silverman (1 episodio, 2010), como Bill Fantastimart.
- True Jackson, VP (1 episodio, 2010), como Lars Balthazar.
- Law & Order: Special Victims Unit (1 episodio, 2010), como Edwin Adelson.
- The Defenders (1 episodio, 2011), como el juez Gelineau.
- Californication (9 episodios, 2011), como Stu Baggs.
- Community (1 episodio, 2011), como el profesor Sheffield.
- Silicon Valley (3 episodios, 2016), como Jack Barker.
- One Day at a Time (2017)
- The Loud House (2 episodios, 2017), como Director Wilbur T. Huggins.